# Henry’s Crime
Henry's Crime (bra: A Ocasião Faz o Ladrão)  é um filme americano de 2010, dos gêneros comédia, crime e drama, dirigido por Malcolm Venville e roteiro de Sacha Gervasi, David N. White e Stephen Hamel.

## Sinopse
Acusado por assaltar um banco em Nova York, Henry, um pacato cobrador de pedágios, é condenado injustamente. Após cumprir pena, ele tem um objetivo na vida: realizar de verdade o crime que não cometeu. O plano é simples: infiltrar-se na produção de uma peça que será exibida em um teatro, cuja construção tem um túnel que leva ao banco em questão. Tudo parece perfeito depois que seu amigo de cadeia Max decide ajudá-lo, mas a bela atriz Julie, por quem acaba se apaixonando, não estava no planejado.

## Elenco
- Keanu Reeves - Henry Torne
- James Caan - Max Saltzman
- Vera Farmiga - Julie Ivanova
- Judy Greer - Debbie Torne
- Fisher Stevens - Eddie Vibes
- Peter Stormare - Darek Millodragovic
- Bill Duke - Frank
- Danny Hoch - Joe
- Currie Graham - Simon
- David Costabile - Arnold

## Recepção
No consenso do agregador de críticas Rotten Tomatoes diz: "O apoio dos atores Vera Farmiga e James Caan dão ao filme um pouco de peso, mas Henry’s Crime é uma comédia de assalto de outra forma previsível, com ritmo lento". Na pontuação onde a equipe do site categoriza as opiniões da grande mídia e da mídia independente apenas como positivas ou negativas, o filme tem um índice de aprovação de 42% calculado com base em 55 comentários dos críticos. Por comparação, com as mesmas opiniões sendo calculadas usando uma média aritmética ponderada, a nota alcançada é 5,1/10.
Em outro agregador, o Metacritic, que calcula as notas das opiniões usando somente uma média aritmética ponderada de determinados veículos de comunicação em maior parte da grande mídia, tem uma pontuação de 49/100, alcançada com base em 19 avaliações da imprensa anexadas no site, com a indicação de "revisões mistas ou neutras".